# Xiqin
El xiqin (en chino tradicional, 稽琴; pinyin, Jī qín) era un antiguo instrumento de cuerda frotada. Es quizá un miembro original de la familia china y mongola de instrumentos de cuerda frotada huqin. Actualmente, el Erhu y los instrumentos semejantes a este podrían considerarse derivados del Xiqin. Tenía dos cuerdas de seda y era ejecutado mientras se sostenía verticalmente.

## Origen y desarrollo
El primer xiqin fue creado artesanalmente por el pueblo Xi en el norte de China. Fue introducido hace unos 1.300 años en China central durante la Dinastía Tang. Durante esta época fue usado en la orquesta real y ejecutado con una vara de bambú, más tarde, en la Dinastía Song, se empezó a usar un arco de crin de caballo en lugar de la varita de madera. 
En 1105, durante la  Dinastía Song del Norte, el instrumento fue descrito como un "violín foráneo de dos cuerdas" según la obra enciclopédica Yuè Shū ((樂書; literalmente "libro de música") por el músico teórico Chen Yang (陳暘).
El Xiqin cayó en desuso hacia el período de la Dinastía Yuan, con el paso del tiempo se desarrollaron diversos instrumentos de dos cuerdas que se derivaban del Xiqin, tales como el actual Erhu, el Jinghu y el Banhu.

## Instrumentos similares
El Kyl kiyak usado en la música kuu de Kirguistán es semejante en su construcción al xiqin; el haegeum instrumento coreano 해금; hanja: 奚琴) tiene también una forma muy parecida al xiqin, del cual se deriva, de hecho su nombre es la pronunciación coreana de los caracteres chinos correspondientes.